# Ажбе Юг
Ажбе Юг (словен. Ažbe Jug, нар. 3 березня 1992, Марибор) — словенський футболіст, воротар португальського клубу «Спортінг» (Лісабон).
Насамперед відомий виступами за словенський «Інтерблок», а також юнацькі збірні Словенії.

## Клубна кар'єра

### «Інтерблок»
Народився 3 березня 1992 року в місті Марибор. Вихованець юнацьких команд футбольних клубів «Погор'є» та «Марибор».
У дорослому футболі дебютував 2010 року виступами за команду клубу «Інтерблок», в якій провів один сезон, взявши участь у 24 матчах чемпіонату. Більшість часу, проведеного у складі «Інтерблока», був основним голкіпером команди.

### «Бордо»
До складу клубу «Бордо» приєднався 2011 року. В основній команді французького клубу досі не дебютував, грає за команду дублерів «Бордо».

## Виступи за збірні
2009 року дебютував у складі юнацької збірної Словенії, загалом взяв участь у 13 іграх на юнацькому рівні.

## Титули і досягнення
- Володар Кубка Франції (1):

«Бордо»: 2012-13
- Володар Суперкубка Португалії (1):

«Спортінг» (Лісабон): 2015
- Чемпіон Словенії (1):

«Марибор»: 2021-22